# Simone Avondetto
Simone Avondetto (Moncalieri, 15 de abril de 2000) es un deportista italiano que compite en ciclismo de montaña en la disciplina de campo a través.
Ganó una medalla de plata en el Campeonato Mundial de Ciclismo de Montaña de 2022 y cuatro medallas en el Campeonato Europeo de Ciclismo de Montaña entre los años 2019 y 2024.

## Medallero internacional
| Campeonato Mundial | Campeonato Mundial         | Campeonato Mundial | Campeonato Mundial         |
| Año                | Lugar                      | Medalla            | Competición                |
| ------------------ | -------------------------- | ------------------ | -------------------------- |
| 2022               | Les Gets (Francia)         | Medalla de plata   | Campo a través por relevos |
| Campeonato Europeo |                            |                    |                            |
| Año                | Lugar                      | Medalla            | Competición                |
| 2019               | Brno (República Checa)     | Medalla de plata   | Campo a través por relevos |
| 2022               | Anadia (Portugal)          | Medalla de plata   | Campo a través por relevos |
| 2024               | Cheile Grădiștei (Rumania) | Medalla de oro     | Campo a través             |
| 2024               | Cheile Grădiștei (Rumania) | Medalla de oro     | Campo a través por relevos |